# Sophia Hayden
Sophia Hayden (17. října 1868 Santiago de Chile – 3. února 1953 Winthrop) byla americká architektka a první absolventka čtyřletého studia architektury na Massachusettském technologickém institutu.

## Životopis

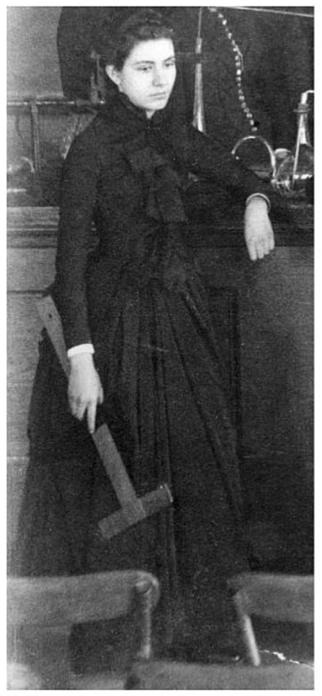
Sophia Hayden na MIT v roce 1888

Narodila se v Santiagu de Chile. Její matka Elezena Fernandez pocházela z Chile a otec George Henry Hayden byl americký zubař z Bostonu. Měla sestru a dva bratry. Když jí bylo šest let, byla poslána do bostonské čtvrti Jamaica Plain, kde žila se svými prarodiči z otcovy strany, Georgem a Sophií Haydenovými, a navštěvovala školu Hillside. Během studia na West Roxbury High School (1883–1886) v sobě našla zájem o architekturu. Poté co odmaturovala se její rodina přestěhovala do Richmondu ve Virginii. Haden se vrátila do Bostonu na vysokou školu. V roce 1890 absolvovala MIT s vyznamenáním v oboru architektura.
Sdílela kreslírnu s Lois Howe, kolegyní architektkou z Massachusettského technologického institutu (MIT). Ovlivnil ji profesor MIT Eugène Létang. Po dokončení studií měla pravděpodobně kvůli tomu, že byla žena, problém najít vhodné místo pro začínajícího architekta, a tak přijala místo učitelky mechanického kreslení na Eliot School of Fine and Applied Arts v Jamaica Plain.

### Světová výstava 1893

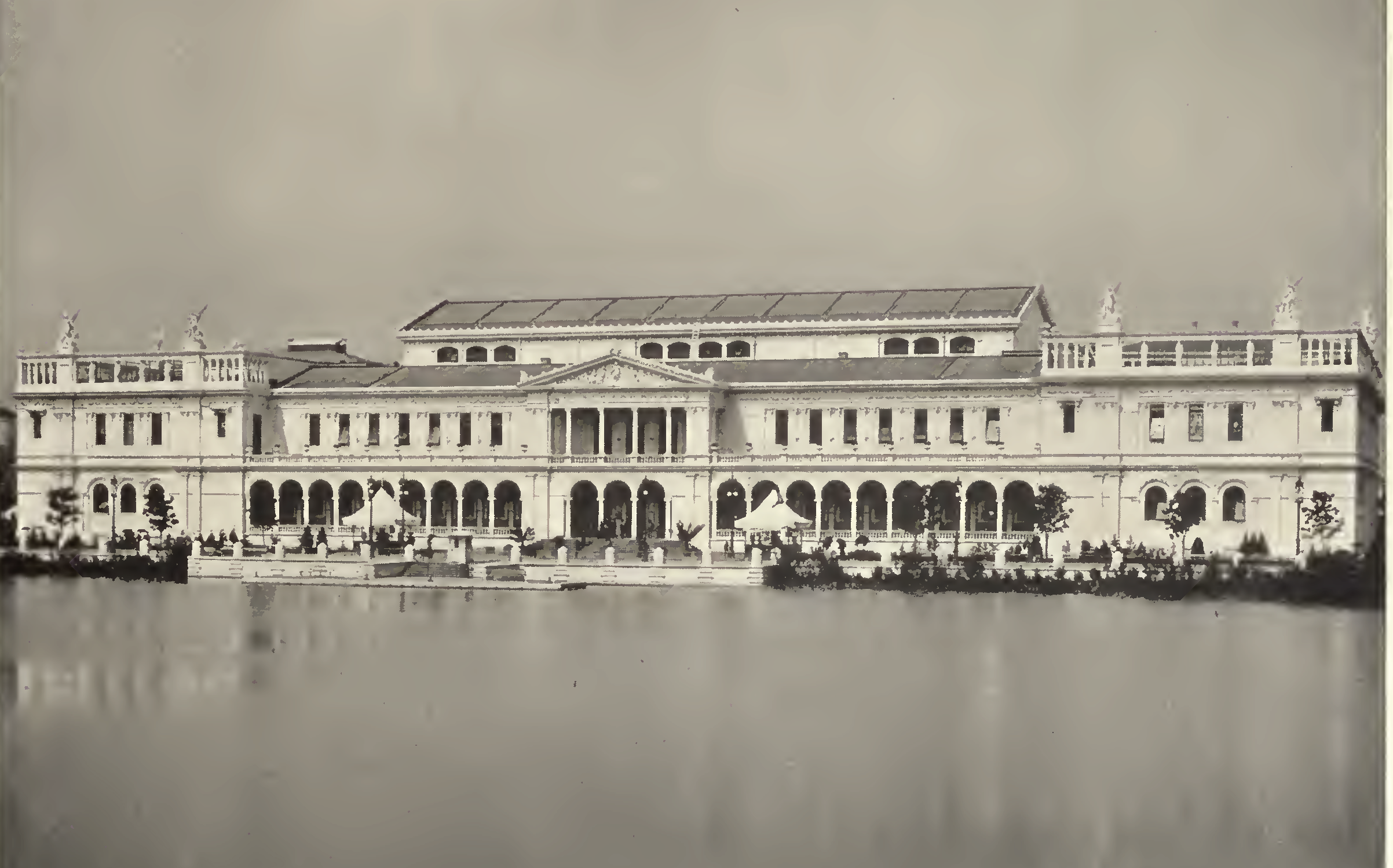
Ženská budova na Světové výstavě 1893 v Chicagu

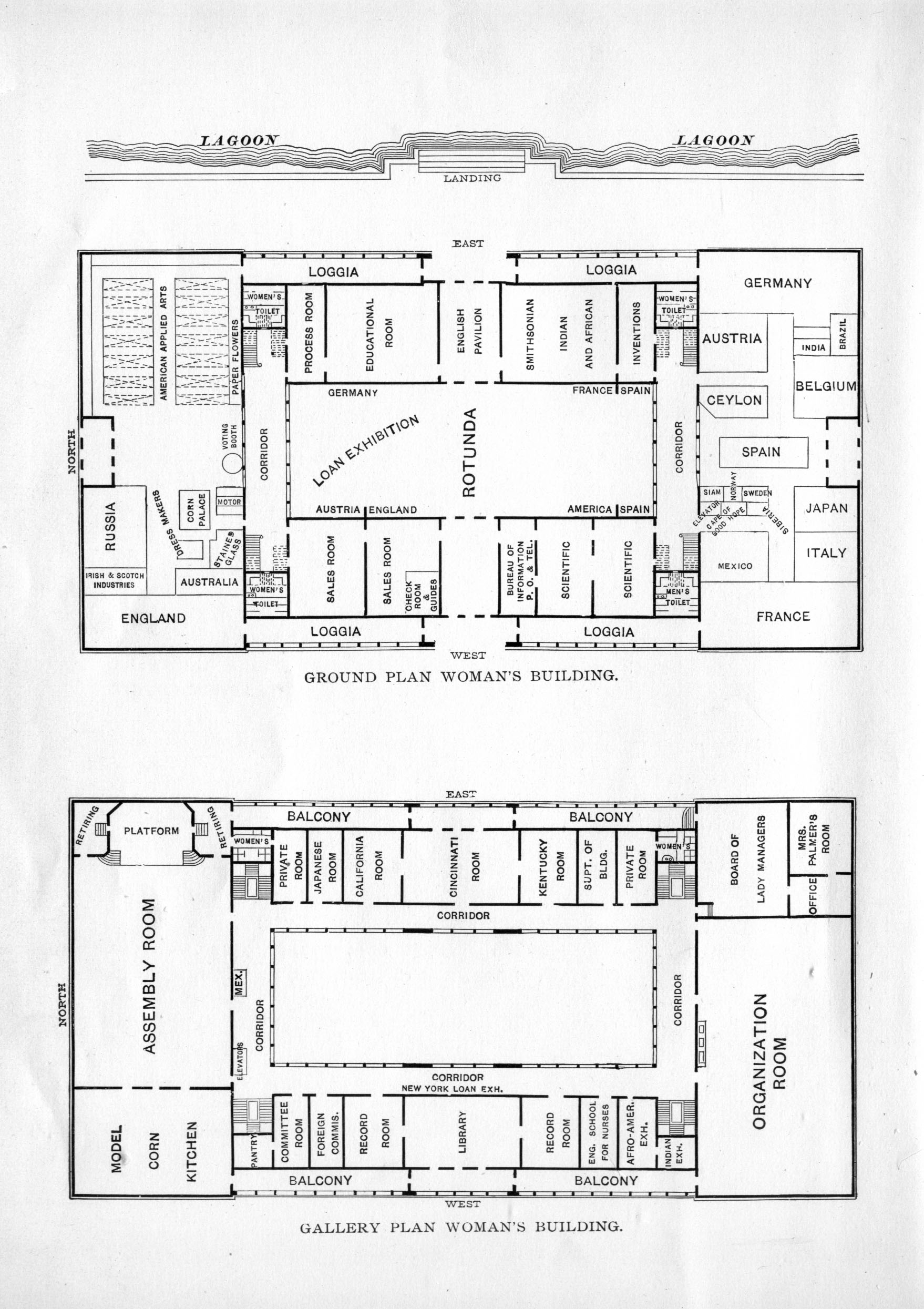
Půdorys Ženské budovy

Nejvíce se proslavila návrhem Ženské budovy na Světové výstavě v roce 1893, kdy jí bylo pouhých 21 let. Budova byla v té době nejvýznamnější národní soutěží architektonických návrhů pro ženy. Hayden vycházela ze svého diplomového projektu „Renesanční muzeum výtvarných umění”, velkolepé dvoupodlažní stavby se středovým a koncovým pavilonem, četnými oblouky, sloupovými terasami a dalšími klasickými prvky, odrážejícími její vzdělání v oblasti Beaux-Art. Stavba se stala kontroverzní, protože mnoho žen mělo námitky proti tomu, aby jejich díla byla umístěna v samostatné budově.
Návrh Sophie Hayden získal první cenu z třinácti návrhů, které předložily školené architektky. Za návrh obdržela 1 000 dolarů, zatímco někteří architekti-muži si za podobné stavby vydělali 10 000 dolarů. Během výstavby byly zásadní prvky jejího návrhu ohroženy neustálými změnami, které požadoval stavební výbor v čele s prominentkou Bertou Palmer, která Sophii Hayden nakonec z projektu vyhodila. Hayden se objevila na inaugurační slavnosti a nechala publikovat vyjádření podpory od svých kolegů architektů.
Na její frustraci se nakonec poukazovalo jako na typický příklad nevhodnosti žen pro dohled nad stavbou, ačkoli mnozí architekti s jejím postojem sympatizovali a bránili ji. Nakonec se snad rozpory urovnaly a budova Heayden získala ocenění za „jemnost stylu, umělecký vkus a genialitu a eleganci interiéru”. Během jednoho nebo dvou let byly prakticky všechny veletržní budovy zničeny. Hayden, frustrovaná z toho, jak s ní bylo zacházeno, se možná rozhodla odejít z architektury. Jako architektka už nepracovala.

### Pozdější život
V roce 1900 se ve Winthropu v Massachusetts provdala za malíře portrétů a později návrháře interiérů Williama Blackstona Bennetta. Bennertt měl z předchozího manželství dceru Jennie „Minnie” May Bennett. Manželé neměli žádné děti. William zemřel 11. dubna 1909 na zápal plic.
Ačkoli Hayden v roce 1894 navrhla památník pro ženské kluby v USA, nikdy nebyl postaven. Dlouhá léta pracovala jako umělkyně a žila klidným životem ve Winthropu v Massachusetts. Zemřela v pečovatelské domě ve Winthropu v roce 1953 na zápal plic po mozkové mrtvici.

## V kultuře
- Je zmíněna v románu Erika Larsona The Devil in the White City (Ďábel v bílém městě) z roku 2003.
- V jedenácté epizodě první série seriálu Timeless (2017) si Hayden zahrála Katherine Cunningham, ačkoli v hotelu H. H. Holmese nebydlela.